# Hoofdklasse hockey heren 1976/77
Het seizoen 1976/77 is de 4de editie van de herenhoofdklasse waarin onder de KNHB-vlag om het landskampioenschap hockey werd gestreden. 
In het voorgaande seizoen zijn Venlo en HTCC gedegradeerd en hiervoor in de plaats zijn Bloemendaal en Oranje Zwart gekomen.
Klein Zwitserland werd landskampioen en MEP en Nijmegen degradeerden rechtstreeks.

## Eindstand
Na 22 speelronden was de eindstand:
| #  | Club              | GS | W  | G  | V  | P  | DV      | DT      | DS  |
| -- | ----------------- | -- | -- | -- | -- | -- | ------- | ------- | --- |
| 1  | Klein Zwitserland | 22 | 13 | 9  | 3  | 33 | 47 - 21 | 47 - 21 | +26 |
| 2  | Kampong           | 22 | 13 | 5  | 4  | 31 | 37 - 22 | 37 - 22 | +15 |
| 3  | Amsterdam         | 22 | 11 | 4  | 7  | 26 | 27 - 21 | 27 - 21 | +6  |
| 4  | Schaerweijde      | 22 | 9  | 7  | 6  | 25 | 31 - 29 | 31 - 29 | +2  |
| 5  | HGC               | 21 | 8  | 8  | 5  | 24 | 30 - 24 | 30 - 24 | +6  |
| 6  | Tilburg           | 22 | 8  | 7  | 7  | 23 | 26 - 24 | 26 - 24 | +2  |
| 7  | Hattem            | 21 | 6  | 8  | 7  | 20 | 32 - 26 | 32 - 26 | +6  |
| 8  | Oranje Zwart      | 22 | 4  | 12 | 6  | 20 | 28 - 32 | 28 - 32 | -4  |
| 9  | Laren             | 22 | 6  | 7  | 9  | 19 | 21 - 29 | 21 - 29 | -8  |
| 10 | Bloemendaal       | 22 | 7  | 4  | 11 | 18 | 33 - 39 | 33 - 39 | -6  |
| 11 | MEP               | 22 | 6  | 6  | 10 | 18 | 20 - 30 | 20 - 30 | -10 |
| 12 | Nijmegen          | 22 | 0  | 5  | 17 | 5  | 15 - 40 | 15 - 40 | -25 |

(*) Een ontmoeting tussen HGC en Hattem ontbreekt in de eindstand. Deze wedstrijd stond oorspronkelijk gepland voor 3 april 1977, maar is later niet meer ingehaald.

### Legenda
| Afk.              | Betekenis                                                             |
| ----------------- | --------------------------------------------------------------------- |
| GS                | aantal gespeelde wedstrijden                                          |
| W                 | aantal gewonnen wedstrijden                                           |
| G                 | aantal gelijk gespeelde wedstrijden                                   |
| V                 | aantal verloren wedstrijden                                           |
| P                 | totaal aantal punten                                                  |
| DV                | aantal gemaakte doelpunten                                            |
| DT                | aantal doelpunten tegen                                               |
| DS                | doelsaldo                                                             |
| Klein Zwitserland | Landskampioen Klein Zwitserland plaatst zich voor de Europacup I 1978 |
| MEP               | MEP en Nijmegen zijn rechtstreeks gedegradeerd                        |

Nederlands landskampioenschap:

1897/98 ·
1898/99 ·
1899/00 ·
1900/01 ·
1901/02 ·
1902/03 ·
1903/04 ·
1904/05 ·
1905/06 ·
1906/07 ·
1907/08 ·
1908/09 ·
1909/10 ·
1910/11 ·
1911/12 ·
1912/13 ·
1913/14 ·
1914/15 ·
1915/16 ·
1916/17 ·
1917/18 ·
1918/19 ·
1919/20 ·
1920/21 ·
1921/22 ·
1922/23 ·
1923/24 ·
1924/25 ·
1925/26 ·
1926/27 ·
1927/28 ·
1928/29 ·
1929/30 ·
1930/31 ·
1931/32 ·
1932/33 ·
1933/34 ·
1934/35 ·
1935/36 ·
1936/37 ·
1937/38 ·
1938/39 ·
1939/40 ·
1940/41 ·
1941/42 ·
1942/43 ·
1943/44 ·
1944/45 ·
1945/46 ·
1946/47 ·
1947/48 ·
1948/49 ·
1949/50 ·
1950/51 ·
1951/52 ·
1952/53 ·
1953/54 ·
1954/55 ·
1955/56 ·
1956/57 ·
1957/58 ·
1958/59 ·
1959/60 ·
1960/61 ·
1961/62 ·
1962/63 ·
1963/64 ·
1964/65 ·
1965/66 ·
1966/67 ·
1967/68 ·
1968/69 ·
1969/70 ·
1970/71 ·
1971/72 ·
1972/73
Hoofdklasse heren:

1973/74 · 
1974/75 · 
1975/76 · 
1976/77 · 
1977/78 · 
1978/79 · 
1979/80 · 
1980/81 · 
1981/82 · 
1982/83 · 
1983/84 · 
1984/85 · 
1985/86 · 
1986/87 · 
1987/88 · 
1988/89 · 
1989/90 · 
1990/91 · 
1991/92 · 
1992/93 · 
1993/94 · 
1994/95 · 
1995/96 · 
1996/97 · 
1997/98 · 
1998/99 · 
1999/00 · 
2000/01 · 
2001/02 · 
2002/03 · 
2003/04 · 
2004/05 · 
2005/06 · 
2006/07 · 
2007/08 · 
2008/09 · 
2009/10 · 
2010/11 · 
2011/12 · 
2012/13 ·
2013/14 ·
2014/15 ·
2015/16 ·
2016/17 ·
2017/18 ·
2018/19 ·
2019/20 ·
2020/21 ·
2021/22 ·
2022/23 ·
2023/24 ·
2024/25 ·
Nederlandse competities: Hoofdklasse (zaal) · Promotieklasse · Overgangsklasse · Eerste klasse · Tweede klasse · Derde klasse · Vierde klasse · Gold Cup · Silver Cup

Nederlands kampioenschap: Lijst van Nederlandse landskampioenen hockey · Lijst van Nederlandse landskampioenen zaalhockey

Europese competities: Euro Hockey League · Europacup I · Europa Cup II · Europacup zaalhockey